# Superliga de Eslovaquia 2017-18
La temporada 2017-18 es la edición número 25 de la Superliga de Eslovaquia, la máxima categoría del fútbol profesional en Eslovaquia. La temporada comenzó el 22 de julio de 2017 y terminara el 19 de mayo de 2018. El FC Spartak Trnava se proclamó campeón de la Superliga por primera vez en su historia.
Los doce equipos participantes jugaron entre sí todos contra todos tres veces totalizando 33 partidos cada uno, al término de la jornada 33 el primer clasificado obtuvo un cupo para la segunda ronda de la Liga de Campeones de la UEFA 2018-19, mientras que el segundo y tercer clasificado obtuvieron un cupo para la primera ronda de la Liga Europea 2018-19; por otro lado el último clasificado descendió a la Primera Liga de Eslovaquia 2017-18.
Un tercer cupo para la primera ronda de la Liga Europea 2018-19 es asignado al campeón de la Copa de Eslovaquia.

## Ascensos y descensos
| Pos. | Descendido de Superliga de Eslovaquia 2016-17 |
| ---- | --------------------------------------------- |
| 12.º | Spartak Myjava                                |

| Pos. | Ascendido de Primera Liga de Eslovaquia 2016-17 |
| ---- | ----------------------------------------------- |
| 1.º  | FC Nitra                                        |

## Equipos participantes
| Club                     | Ciudad          | Estadio                     | Capacidad |
| ------------------------ | --------------- | --------------------------- | --------- |
| AS Trenčín               | Trenčín         | Štadión na Sihoti           | 3,500     |
| DAC Dunajská Streda      | Dunajská Streda | MOL Aréna                   | 9,901     |
| FK Železiarne Podbrezová | Podbrezová      | ZELPO Aréna                 | 4,061     |
| FK Senica                | Senica          | OMS ARENA Senica            | 5,070     |
| MFK Zemplín Michalovce   | Michalovce      | Mestský futbalový štadión   | 4,440     |
| MFK Ružomberok           | Ružomberok      | Štadión pod Čebraťom        | 4,817     |
| FC Nitra                 | Nitra           | Štadión pod Zoborom         | 5,500     |
| 1. FC Tatran Prešov      | Prešov          | Štadión NTC Poprad1         | 5,700     |
| MŠK Žilina               | Žilina          | Štadión pod Dubňom          | 11,258    |
| Slovan Bratislava        | Bratislava      | Štadión Pasienky            | 12,000    |
| Spartak Trnava           | Trnava          | Štadión Antona Malatinského | 19,200    |
| ViOn Zlaté Moravce       | Zlaté Moravce   | Štadión FC ViOn             | 4,000     |

1Tatran Prešov jugará sus partidos en casa esta temporada en el Štadión NTC Poprad en Poprad, ya que el Estadio Tatran esta bajo reconstrucción. 

## Tabla de posiciones
Actualización final el 19 de mayo de 2018.
| Pos. | Equipo              | Pts. | PJ | G  | E  | P  | GF | GC | Dif. | Clasificación o descenso                                      |
| ---- | ------------------- | ---- | -- | -- | -- | -- | -- | -- | ---- | ------------------------------------------------------------- |
| 1    | Spartak Trnava (C)  | 64   | 32 | 20 | 4  | 8  | 41 | 28 | +13  | Clasifica a Liga de Campeones de la UEFA 2018-19              |
| 2    | Slovan Bratislava   | 59   | 32 | 17 | 8  | 7  | 58 | 37 | +21  | Primera fase clasificatoria de Liga Europa de la UEFA 2018-19 |
| 3    | DAC Dunajská Streda | 57   | 32 | 16 | 9  | 7  | 46 | 32 | +14  | Primera fase clasificatoria de Liga Europa de la UEFA 2018-19 |
| 4    | MŠK Žilina          | 53   | 32 | 17 | 2  | 13 | 63 | 51 | +12  | Playoffs Liga Europa de la UEFA 2018-19                       |
| 5    | AS Trenčín          | 51   | 32 | 15 | 6  | 11 | 75 | 47 | +28  | Playoffs Liga Europa de la UEFA 2018-19                       |
| 6    | MFK Ružomberok      | 40   | 32 | 10 | 10 | 12 | 36 | 39 | −3   | Playoffs Liga Europa de la UEFA 2018-19                       |
|      |                     |      |    |    |    |    |    |    |      |                                                               |
| 7    | FC Nitra            | 45   | 32 | 11 | 12 | 9  | 33 | 29 | +4   | Playoffs Liga Europa de la UEFA 2018-19                       |
| 8    | Zemplín Michalovce  | 41   | 32 | 11 | 8  | 13 | 35 | 34 | +1   |                                                               |
| 9    | FK Podbrezová       | 38   | 32 | 11 | 5  | 16 | 29 | 43 | −14  |                                                               |
| 10   | ViOn Zlaté Moravce  | 31   | 32 | 8  | 7  | 17 | 39 | 52 | −13  |                                                               |
| 11   | FK Senica           | 26   | 32 | 6  | 8  | 18 | 29 | 58 | −29  | Clasifica a playoffs de descenso                              |
| 12   | Tatran Prešov       | 26   | 32 | 5  | 11 | 16 | 22 | 56 | −34  | Descenso a la 2. Liga de Eslovaquia                           |

 Fuente: Soccerway
Criterios de clasificación: 1) Puntos; 2) puntos entre sí; 3) diferencia de goles; 4) Goles marcados.
Notas:
1. ↑  Los equipos juegan entre sí dos veces (22 partidos) antes de que la liga se divida en dos grupos (los seis primeros y los seis inferiores) donde se disputan 10 partidos más.

- Como el campeón de la Copa de Eslovaquia 2017-18, el ŠK Slovan Bratislava, se clasificó para la competición europea en función de su posición en la liga, el lugar otorgado al ganador de la Copa ( primera ronda de clasificación de la Europa League) pasó al siguiente equipo mejor ubicado (en este caso al cuarto clasificado).

## Playoffs Liga Europa
Semifinales
| 23 de mayo de 2018 | MŠK Žilina                                                         | 5:0 (3:0) | FC Nitra | Štadión pod Dubňom, Žilina |                          |
|                    | - Samuel Mráz 12' 22' - Jakub Holúbek 38' 47' - Miroslav Káčer 56' |           |          | Árbitro(s): Peter Ziemba   | Árbitro(s): Peter Ziemba |

| 23 de mayo de 2018 | AS Trenčín           | 4:2 (1;2) | MFK Ružomberok | Štadión na Sihoti, Trenčín |                          |
|                    | - Giorgi Beridze 22' |           |                | Árbitro(s): Pavol Chmura   | Árbitro(s): Pavol Chmura |

Final
| mayo de 2018 | MŠK Žilina | 1:2 (0:1) | AS Trenčín |                          |  |
|              |            |           |            | Árbitro(s): Jozef Pavlik |  |

## Playoffs de descenso
| 22 de mayo de 2018 | MFK Skalica | 2:1 (2:1) | FK Senica | Mestský štadión Skalica, Skalica |  |
|                    |             |           |           | Árbitro(s):                      |  |

| 26 de mayo de 2018 | FK Senica | 1:0 (0:0) | MFK Skalica | Štadión FK Senica, Senica |  |
|                    |           |           |             | Árbitro(s):               |  |

## Goleadores
Actualizado el 13 de mayo de 2018.
| Pos. | Jugador           | Club                | Goles |
| ---- | ----------------- | ------------------- | ----- |
| 1    | Samuel Mráz       | MŠK Žilina          | 18    |
| 2    | Rangelo Janga     | AS Trenčín          | 14    |
| 3    | Jakub Mareš       | Slovan Bratislava   | 12    |
| 4    | Róbert Gešnábel   | ViOn Zlaté Moravce  | 11    |
| 5    | Erik Pačinda      | DAC Dunajská Streda | 10    |
| 5    | Antonio Mance     | AS Trenčín          | 10    |
| 5    | Aleksandar Čavrić | Slovan Bratislava   | 10    |
| 8    | Filip Hološko     | Slovan Bratislava   | 8     |
| 8    | Hilary Gong       | AS Trenčín          | 8     |
| 8    | Roland Černák     | Tatran Prešov       | 8     |
| 8    | Martin Koscelník  | Zemplín Michalovce  | 8     |
| 12   | Desley Ubbink     | AS Trenčín          | 7     |
| 12   | Marvin Egho       | Spartak Trnava      | 7     |